# Cerro Caballero
Cerro Caballero är en ort i Mexiko.   Den ligger i kommunen San José Tenango och delstaten Oaxaca, i den sydöstra delen av landet, 290 km sydost om huvudstaden Mexico City. Cerro Caballero ligger 940 meter över havet och antalet invånare är 289.
Terrängen runt Cerro Caballero är kuperad österut, men västerut är den bergig. Runt Cerro Caballero är det ganska tätbefolkat, med 104 invånare per kvadratkilometer. Närmaste större samhälle är Huautla de Jiménez, 13,2 km väster om Cerro Caballero. I omgivningarna runt Cerro Caballero växer i huvudsak städsegrön lövskog.